# بندر تورنتو
بندر تورنتو (انگلیسی: Toronto Harbour) یا خلیج تورنتو بندرگاه یا خلیجی در ساحل شمالی دریاچه انتاریو، در تورنتو، انتاریو، کانادا است. خلیج تورنتو یک بندر طبیعی است که توسط جزایر تورنتو از امواج دریاچه انتاریو محافظت می‌شود. امروزه، این بندر عمدتاً برای قایق‌سواری تفریحی، از جمله کشتی‌های شخصی و قایق‌های تفریحی که سفرهای تفریحی یا تفریحی را ارائه می‌کنند، استفاده می‌شود. کشتی‌ها از اسکله در سرزمین اصلی به جزایر می‌روند و کشتی‌های باربری مواد و شکر خام را به صنایع واقع در بندر می‌رسانند. از لحاظ تاریخی، این بندر برای کشتی‌های نظامی، تردد مسافر و حمل و نقل بار استفاده می‌شده‌است. کاربری‌های اسکله شامل مکان‌های مسکونی، تفریحی، فرهنگی، تجاری و صنعتی است.